# Clerke (månekrater)
Clerke er et lille nedslagskrater på Månen. Det befinder sig på den Månens forside og er opkaldt efter den engelske astronom Agnes M. Clerke (1842 – 1907).
Navnet blev officielt tildelt af den Internationale Astronomiske Union (IAU) i 1973. 
Før det blev omdøbt af IAU, hed dette krater "Littrow B".

## Omgivelser
Clerkekrateret ligger nær den østlige kant af Mare Serenitatis i midten af rillesystemet Rimae Littrow, der har navn efter Littrowkrater mod øst.

## Karakteristika
Krateret er næsten cirkulært og skålformet med en forholdsvis høj albedo. I en dal mod sydøst ligger landingsstedet for Apollo 17- missionen.

## Måneatlas
- Billeder af Clerkekrateret i LPI-måneatlasset